# Ashes.EP
『Ashes.EP』（アシーズ・イーピー）は、日本のロックバンドGLAYの37枚目のシングル。2007年10月31日に発売された。

## 解説
- オリコン週間チャート連続1位は途切れたが前作「鼓動」より初動売上は上がった。
- GLAY初の合宿によって制作された。
- DVD付デジパック仕様の初回限定盤と、CDのみ通常盤が同時発売。
- PVは「ASHES -1969-」の他、TERUの強い希望で「SORRY LOVE」も作られた。「SORRY LOVE」はビデオではなく、ポラロイド写真約2000枚で編集したもの。
- タイトルは『ASHES』となっているが、発売当初は3曲A面として宣伝され、テレビ出演時「ASHES -1969-」と「SORRY LOVE」が演奏された。
- 通算31作目のオリコンTOP10入り。

## 収録曲
1. ASHES -1969-
  - 作詞・作曲：TAKURO / 編曲：GLAY & 佐久間正英

イントロはなくTERUのヴォーカルとギターのみのバッキングで始まり、徐々に打ち込みの音が導入されていき、打ち込み音が潜まると同時にドラムやベースの演奏が始まる。PVはメンバーの演奏シーンのみだが、メンバー全員が映っているシーンはごく僅かしかない。『アドレな!ガレッジ』のエンディングテーマである。
ROCK SHOCK vol.4で初披露された。
2. ROSY
  - 作詞・作曲：TAKURO / 編曲：GLAY & 佐久間正英
3. SORRY LOVE
  - 作詞・作曲：TAKURO / 編曲：GLAY & 佐久間正英
4. MOTHER NATURE'S SON
ビートルズの「MOTHER NATURE'S SON」のカバー。GLAYが洋楽の楽曲をカバーした音源をCDに収録したのは今作が初めてである。G4と違う感覚で、多くの曲のストックがあるにもかかわらず、あえてカバーでやる企画をJIROが提案した事がきっかけになっている。

### DVD（初回限定盤のみ）
1. ASHES -1969- <Music Clip>
2. SORRY LOVE <Music Clip>
3. Music Clip Shooting <Documentary>

## 収録アルバム
ASHES -1969-
- THE GREAT VACATION VOL.1 〜SUPER BEST OF GLAY〜

ROSY
- rare collectives vol.4

SORRY LOVE
- THE GREAT VACATION VOL.1 〜SUPER BEST OF GLAY〜
- rare collectives vol.4
- REVIEW 2.5

MOTHER NATURE'S SON
- rare collectives vol.4